# (33282) Arjunramani
1998 HZ129 (asteroide 33282) é um asteroide da cintura principal. Possui uma excentricidade de 0.05399700 e uma inclinação de 1.39526º.
Este asteroide foi descoberto no dia 19 de abril de 1998 por LINEAR em Socorro.